# 리아 퍼시벌
리아 던 퍼시벌(영어: Ria Dawn Percival, 1989년 12월 7일~)은 뉴질랜드의 축구 선수로 포지션은 미드필더이다. 뉴질랜드 여자 대표팀 소속으로 활동하고 있다.